# Piero Gamba
Pour les articles homonymes, voir Gamba (homonymie).
Piero Gamba (appelé aussi Pierino Gamba), né à Rome le 16 septembre 1936 et mort le 30 janvier 2022, est un chef d'orchestre, pianiste et ex-enfant prodige italien.

## Biographie
Né d'un père violoniste, il est poussé vers une carrière d'enfant prodige. Pendant ses études de piano, il dirige pour la première fois, à huit ans, l'orchestre de l'Académie sainte-Cécile. Il est alors invité par les plus grands orchestres, notamment à Londres en 1948, où se déroulera l'essentiel de sa carrière.
Il remporte l'Arnold Bax Memorial Medal en 1962. Il est particulièrement apprécié pour son habileté à diriger des accompagnements et se produit fréquemment comme soliste de concerto, en dirigeant du clavier.
Il est, entre autres, directeur musical et chef de l'Orchestre Symphonique de Winnipeg de 1970 à 1981, puis le principal chef d'orchestre de l'Australian Broadcasting Corporation de 1982 à 1987, où il dirige, entre autres, l'Orchestre Symphonique d'Adélaïde.
Enfin, il est chef et directeur musical de l'Orchestre Symphonique National SODRE d'Uruguay de 1994 à 1995, et de nouveau de 2001 à 2004.
Piero Gamba a vécu à New York où il a poursuivi sa carrière.

## Compositeurs interprétés
Quelques-uns des compositeurs dont Piero Gamba a dirigé les œuvres :
Ludwig van Beethoven, Piston, Dmitri Chostakovitch, Henze, Johann Sebastian Bach, Paul Hindemith, Tomaso Albinoni, Cage, Gomez, Hector Berlioz, Igor Stravinsky, Wolfgang Amadeus Mozart, Giuseppe Verdi, Béla Bartók, Chapi, Jones, Sergueï Prokofiev, Christoph Willibald Gluck, Sarasate, Richard Wagner, Bellini, Piotr Ilitch Tchaïkovski, Nielsen, Aram Khatchatourian, Georges Bizet, Whettam, Larsson, Johannes Brahms, Soler, Antonín Dvořák, Mancinelli, Wieniavsky, Antonio Vivaldi, Turina, Monsalvatge, Edward Elgar, Iannis Xenakis, Olivier Messiaen, Francaix, Franck Pourcel, V. Williams, Holst, Jacques Offenbach, P. Glass, Ginastera, Fabini, Papineau-Couture, Tosti, Alexandre Glazounov, George Gershwin, Alfven, Nikolaï Rimski-Korsakov, Mascagni, Landowsky (Les Noces de nuit, 1962), Frédéric Chopin, Grieg, Albéniz, César Franck, Gould, Rossini, Mussorgski, Wirén, Jimenez, Barber, Haydn, Glinka, Cimarosa, Suppe, Dukas, Granados, Kodaly, Sibelius, Felix Mendelssohn, Black, Respighi, Martucci, Saint Saens, Mansel, Weber, Ponchielli, R. Strauss, J. Strauss, Bruch, Sarasate, Orff, Bruckner, Webern, Morawetz, Hetu, Lutoslawski, Weinzweig, Leoncavallo, Cortina, Storm, Rodrigo, Turina, Boccherini, Alban Berg, Jean-Philippe Rameau, Liszt, Borodin, Arditi, Novacek, Britten, Fernstrom, Rodrigo, Kreisler, Donizetti, R. Schumann, W. Schuman, Rachmaninoff, Botto, Chausson, Édouard Lalo, Von Koch, Galuppi, Moszkowsky, Jacob, Haendel, Scriabine, Paganini, Smetana, Debussy, Toselli, Ravel, Schubert, De Falla, Walton, Rautavaara, Mahler, Poulenc, Eckhardt Gramatte, Zandonai, Massenet, Pergolesi, Lehar, Puccini, Villa-Lobos, Legrand, Tosar, Clouzot Mortet, Vieuxtemps, Penderecki...

## Artistes qui ont joué sous sa direction
Voici quelques-uns des artistes qui ont joué sous la baguette de Piero Gamba :
Luciano Pavarotti, Arthur Rubinstein, Yehudi Menuhin, Roberta Peters, Maureen Forrester, Van Cliburn, Mstislav Rostropovitch, Gary Graffman, Erling Blöndal Bengtsson, Julius Katchen, Richard Tucker, Zara Nelsova, Ida Haendel, Ruggiero Ricci, Alfredo Campoli, Michael Rabin (violoniste), Vladimir Ashkenazy, Jean-Pierre Rampal, Henryk Szeryng, Camilla Wicks, Dylana Jenson, Jorge Bolet, Itzhak Perlman, Byron Janis, Pierre de Groote, Philip Levy, Ramon Parcells, Ted Oien, Doug Bairstow, Igor Oïstrakh, Stefan Askenase, Arthur Polson, Sequeira Costa, Simon O'Neill, Peter Schaffer, Lionel Bowman, Marek Jablonski, Pierre Fournier, Carlos Montoya, Moira Birks, Jeanette Kearney, Robert Merrill, Veronica Tyler, Raymond Michalski, Krysztof Jablonski, Claude Hauri, Sandra Silvera, Maurice André, Jeremy Menuhin, Jorge Risi, José Greco, Peter Ustinov, José Ferrer (guitariste), Philip Newman, Eugene Istomin, György Sándor, Raquel Boldorini, Fernando Hasaj, Dennis Brain, Daniel Barenboim, Dame Malvina Major, Harry Belafonte, Maite Berrueta, Zina Schift, Rita Contino, Jan Pierce, Jeanne-Marie Darré, Fernando Barabino, John Ogdon, Mario Carbotta, Nibya Marino, Jacinto Gimbernard, Cecile Licad, Jaime Bolipata, Bruno Leonardo Gelber, Hans Lehman, Magda Longari, Nana Lorca, Morley Meredith, Oxana Jablonskaya, Alexander Uninsky, Hilda Waldeland, Victor Addiego, John Williams, Betty Allen, John McCollum, Santiago Garmendia, Janis Eckhart, Luis Giron May, José Iturbi, Santiago Cervera, Emanuel Ax, Jeffrey Siegel, Martino Tirimo, Gerardo Marandino, Vincent Frittelli, Raffaela Acella, Orlando Sisalema, Jonathan Floril, Nina Milkina, Esteban Sánchez, Alejandro Barletta, Aldo Ciccolini, William Molina, Roselyn Tucker V., Santigo Garmendia, Sergio Caram, Luis Pomi, Marisa Robles, Graciela Lassner, Alicia Gabriela Martinez, Uto Ughi, Juan Bello, Andrea Griminelli, Eduardo Alfonso, Andre Wolf, Luz del Alba Rubio, Luis Batlle, Philippe Entremont, Leopoldo Querol, Eduardo Fernandez, Rafael Martinez, Abel Mus, Endre Wolf, Xenia Prochorova, Ivan Perez, Eddy Marcano, Frederico Aldao, Eiko Senda, Maria Lujan Mirabelli, Ariel Cazes, Nina Beilina, Alexander Moutouzkine, Shura Cherkassky, Jan Smeterlin, Elida Gencarelli, Anabel Garcia del Castillo, Peter Katin, Pascual Camps, José Cubiles, Khristian Benitez, Jesus Hernandez, Jorge Risi, Stanley Weiner, Michael Ponti, Marjorie Mitchell, Ieuan Jones, Jame Peters...

## Discographie
Piero Gamba a enregistré avec les orchestres (maisons de disques) suivants :
- London Symphony Orchestra (Decca Records, London Records),
- Philharmonia and the New Philharmonia (His Master's Voice, EMI),
- The Royal Danish Orchestra (TONO),
- The Copenhagen Philharmonic Orchestra,
- The Winnipeg Symphony Orchestra (CBC Records), et
- The Symphonicum Europae Orchestra.

Quelques-uns de ses enregistrements actuellement disponibles sont :
- Beethoven : Piano Concertos Nos. 3-5, avec le London Symphony Orchestra, avec Julius Katchen (Audio CD 1996)
- Beethoven : Piano Concertos ; Fantaisie Chorale ; Variations Diabelli, avec le London Symphony Orchestra, avec Julius Katchen (Audio CD 2007)
- Liszt : Piano Concertos, Ataulfo Argenta piano, avec le London Philharmonic Orchestra, et le London Symphony Orchestra (Audio CD 2002)
- Rossini : Ouvertures de Gioachino Rossini, avec le London Symphony Orchestra (Audio CD 1990)
- Rossini : Ouvertures de Gioachino Rossini, avec le London Symphony Orchestra (Audio CD 2004) Original recording remastered